# Опарське газове родовище
Опарське газове родовище — належить до Більче-Волицького нафтогазоносного району Передкарпатської нафтогазоносної області Західного нафтогазоносного регіону України.

## Опис
Розташоване у Львівській області на відстані 16 км від м. Дрогобич.
Приурочене до північно-західної частини Косівсько-Угерської підзони Більче-Волицької зони. Родовище відкрите в 1940 р. польським геологом Костянтином Толвінським. Опарська структура являє собою брахіантикліналь північно-західного простягання. Розміри структури по ізогіпсі — 280 м 8,0х3,5 м, висота 60 м. Півн.-зах. крило брахіантикліналі частково зрізане насувом Самбірської зони, півд.-східна перикліналь ускладнена поперечним тектонічним порушенням амплітудою 20-40 м.
Перший промисловий приплив газу отримано з нижньодашавської підсвіти нижнього сармату при вибої 393,5 м у 1940 р.
Поклади пластові, склепінчасті, тектонічно екрановані, деякі також літологічно обмежені.
Експлуатується з 1940 р. Режим Покладів газовий. На 1.01.1994 р. родовище знаходилось на кінцевій стадії розробки. Запаси початкові видобувні категорій А+В+С1: газу — 12657 млн. м³.